# Matthieu (évêque de Troyes)
Pour les articles homonymes, voir Mathieu (prénom).
Matthieu (mort en 1180) est un religieux français de la fin du XIIe siècle qui fut évêque de Troyes de 1169 jusqu'à sa mort.

## Biographie
Successeur d'Henri de Carinthie, il est sacré par Guillaume aux Blanches Mains, frère du comte de Champagne Thibaut IV de Blois, alors archevêque de Sens et futur archevêque de Reims.
Il côtoie saint Thomas de Canterbery, qui était alors en France, et en faveur de qui il écrit au pape Alexandre III.
En 1173, il examine les immunités et privilèges de son église et en demande au roi la confirmation, ainsi que celle de ses droits particuliers, terres et seigneuries.
En 1178, il obtient du pape la confirmation de tous les biens que son église possédait et pourrait posséder par la suite.
En 1179, il assiste au concile du Latran contre les Albigeois et les Vaudois, où il attire l'estime du souverain pontife, qui le charge ensuite d'examiner, avec Guillaume de Toucy, l'élection d’Étienne, évêque d'Autun, qui voulait se faire nommer abbé de l'abbaye de Château-Censoir, alors que le pape veut y voir un nommé Seguin, chanoine de Château-Censoir et neveu de l'abbé de Saint-Germain-des-Prés. Ceci signifie probablement un rappel que la volonté du pape passe avant celle d'un évêque, car il ajoute que si l'élection d’Étienne a déjà été faite, elle est contraire aux saints canons. Toujours pour cette affaire mais après l'élection de Seguin à la charge convoitée, le cardinal diacre Jacques demande également de maintenir Seguin en place contre les poursuites de l'évêque d'Autun qui devrait être content de l'évêché qu'il a.
Il meurt au mois de septembre 1180 et est inhumé, selon ses volontés, à l'abbaye de Boulancourt auprès de son prédécesseur Henri de Carinthie.